# Шимкус, Владас
Вла́дас Ши́мкус (лит. Vladas Šimkus; 15 октября 1936, деревня Юцяй Кельмеского района — 6 сентября 2004, Вильнюс) — литовский поэт, литературный критик, переводчик.

## Биография
Родился в деревне Юцяй Кельмеского района. Окончил среднюю школу в Кельме. Еще школьником в 1957 году начал публиковать свои первые стихотворения. В 1956—1961 годах учился на историко-филологическом факультете Вильнюсского университета, где изучал литовский язык и литературу.
По окончании учёбы в университете работал на Клайпедской рыболовецкой базе. В 1962—1965 годах работал в редакциях молодёжного журнала „Jaunimo gretos“ («Яунимо грятос»; «Ряды молодёжи»), еженедельной газеты Союза писателей Литвы „Literatūra ir menas“ («Литература ир мянас»; «Литература и искусство»), журнала „Švyturis“ («Швитурис»; «Маяк»), с 1966 года в редакции журнала Союза писателей Литвы „Pergalė“ («Пяргале»; «Победа»), в 1991—1997 годах — в редакции журнала Союза писателей Литвы „Metai“ («Мятай»). Эта работа помогла Шимкусу стать прекрасным редактором поэзии и поэтических переводов. 
В 1960 году выпустил первую книгу стихов „Gražiausioji sekundė“ («Самая красивая секунда»). С 1963 года был членом Союза писателей Литвы.

## Литературная деятельность
Писать и публиковать свои первые произведения начал еще школьником. Первая книга стихов „Gražiausioji sekundė“ («Самая красивая секунда») вышла в 1960 году. За ней последовали книги „Kranto kontūrai“ («Контуры берега», 1963), „Geležis ir sidabras“ («Железо и серебро», 1968), „Bitės pabėgėlės“ («Пчелы-беглецы», 1973), сборник „Nusileisk, dangau, ant žemės“ («Спустись, небо, на землю», 1982). 
Издал сравнительно немного книг, однако своим творчеством оказал влияние на развитие литовской поэзии. В поэзии Шимкуса реалистичность и предметность уникальным образом соединяется с неуловимыми внутренними состояниями, тревогой, усталостью, меланхолией и самоиронией. Многогранная реалистичность его поэзии не соответствовала обязательным рамкам соцреализма. Модернистским тенденциям западной поэзии второй половины XX века близки отказ от метафор и пафоса, использование быта и повседневности, внимание к разговорной речи были. Этими чертами своей поэзии Шимкус содействовал формированию в литовской поэзии поэтику повседневности.

Стихи Шимкуса — это своеобразная реакция на «космический полет» литовской поэзии, на «надстройки» сложных метафор, которые вошли в моду после «Человека» Э. Межелайтиса. Как в «Контурах берега», так и в сборнике «Железо и серебро» (1968) нет никаких символов. Тон поэтического повествования сознательно приближен к прозе, чтобы не осталось в нем никаких следов романтического экстаза или высокого трибунного пафоса.
— 
Владас Шимкус сотрудничал со многими литовскими театрами, для которых переводил пьесы, мюзиклы, либретто опер и оперетт.
В переводах Владаса Шимкуса на литовском языке выходили произведения А. С. Пушкина, Адама Мицкевича, Андрея Вознесенского, Семёна Кирсанова, Владимира Луговского, Бертольда Брехта, Шандора Вереша, А. Чака, Генриха Гейне, Федерико Гарсиа Лорки, Фридриха Шиллера, И. В. Гёте и других поэтов. 
Стихотворения Владаса Шимкуса печатались в переводах на английский, болгарский, венгерский, латышский, молдавский немецкий, польский, русский, чешский языки.

## Издания

### Книги стихов
- Gražiausia sekundė: eilėraščiai. Vilnius: Valstybinė grožinės literatūros leidykla, 1960.
- Kranto kontūrai: eilėraščiai. Vilnius: Valstybinė grožinės literatūros leidykla, 1963.
- Geležis ir sidabras eilėraščiai. Vilnius: Vaga, 1968.
- Bitės pabėgėlės: satyriniai eilėraščiai. Vilnius: Vaga, 1973.
- Nusileisk, dangau, ant žemės: eilėraščiai. Vilnius: Vaga, 1982.

### Переводы
- L. Matynovas. Poezija. Vilnius: Vaga, 1964.
- A. Voznesenskis. Poezija. Vilnius: Vaga, 1965.
- A. Jožefas. Poezija. Vilnius: Vaga, 1972.
- Š. Verešas. Poezija. Vilnius: Vaga, 1972.
- A. Čakas. Poezija. Vilnius: Vaga, 1972.
- Vladimiras Lugovskojus. Amžiaus vidurys. Vilnius: Vaga, 1977.
- Christas Botevas. Kalnai dainuoja haidukų dainą. Eilėraščiai. Vilnius: Vaga, 1979.
- Bertoltas Brechtas. Eilėraščiai. Vilnius: Vaga, 1986.

### Книги на русском языке
- Владас Шимкус. Небо, опустись на землю: стихи. Москва: Советский писатель, 1990.

## Фильмография
- Смок и Малыш (1975).